# 维韦克·普拉萨德
维韦克·普拉萨德（Vivek Prasad，2000年2月25日—），印度男子曲棍球运动员，2018年亚洲运动会男子曲棍球铜牌得主、2020年夏季奥林匹克运动会男子曲棍球铜牌得主、2022年亚洲运动会男子曲棍球金牌得主。